# Isla de los Petreles
La isla de los Petreles (en francés: île des Pétrels) es una isla rocosa de 900 m de longitud y 45 de altitud situada al noroeste de la isla Rostand, a 5 km del continente antártico. Su nombre se debe a la presencia de nidos de petreles. Es la isla de mayor tamaño del grupo de islas que está en la punta suroriental del archipiélago de Punta Geología.
Como parte de la Tierra Adelia, uno de los cinco distritos de las Tierras Australes y Antárticas Francesas (TAAF), pertenece al territorio reclamado por Francia en la Antártida, reivindicación que se encuentra restringida por los términos del Tratado Antártico de 1959.

## Historia
La región fue descubierta en 1840 por el comandante de exploración antártica francesa Jules Dumont d'Urville.
En 1952, siete hombres que se encontraban en la base Puerto Martin evacuaron la misma debido a un incendio y pasaron el resto del invierno en una construcción de madera a la que denominaron Base Marret. Esta construcción está clasificada como monumento histórico de la Antártida (SMH 47).
La Isla de los Petreles alberga la principal base francesa de la Antártida, la base Dumont d'Urville, que está ocupada permanentemente por unas treinta personas (unas sesenta en verano) desde 1956.
El 7 de enero de 1959, André Prudhomme, meteorólogo de la 3.ª expedición del Año Geofísico Internacional, desapareció durante una ventisca. Una cruz de hierro fue erigida en el nordeste de la isla en su memoria. En la actualidad, la cruz también está clasificada como monumento histórico (SMH 48).
El 28 de octubre de 2010, un accidente de helicóptero causó cuatro muertes.